# Léon Boissier-Palun
Pour les articles homonymes, voir Boissier et Palun.
Léon Louis Boissier-Palun, né le 29 juin 1916 à Djougou et mort le 19 octobre 2007, est un avocat, un homme politique et un diplomate sénégalais, 
qui fut l'un des fondateurs du Bloc démocratique sénégalais (BDS), aux côtés de Léopold Sédar Senghor et Mamadou Dia.

## Biographie

### Enfance, formation et débuts
Léon Boissier-Palun naît le 29 juin 1916 à Djougou au Dahomey – futur Bénin –, d'un père administrateur colonial issu d'une riche famille marseillaise et d'une mère dahoméenne. Il fait ses études secondaires au lycée Faidherbe de Saint-Louis, puis obtient une licence en droit à Bordeaux. Après la Seconde Guerre mondiale pendant laquelle il sert comme officier, il s'inscrit comme avocat au barreau de Dakar.

### Carrière
De 1947 à 1948, il est conseiller juridique au syndicat des cheminots de l'AOF avant, pendant et après la grève de 166 jours du chemin de fer du Dakar-Niger – celle décrite par Ousmane Sembène dans Les Bouts de bois de Dieu. La défense des syndicalistes le conduit à l'engagement politique. 
Avec Léopold Sédar Senghor – qui vient de rompre avec la SFIO de Lamine Guèye et dont il est très proche à titre personnel –, Mamadou Dia et quelques autres, il fonde en 1948 le Bloc démocratique sénégalais (BDS), dont il est l'un des principaux bailleurs de fonds. Le nouveau parti remportera les élections de 1951[réf. nécessaire].
Entre 1950 et 1952, Léon Boissier-Palun s'investit également dans la défense des militants du Rassemblement démocratique africain (RDA) poursuivis devant le tribunal de Grand-Bassam, notamment Félix Houphouët-Boigny[réf. nécessaire].
Succédant à Lamine Guèye, Léon Boissier-Palun obtient la présidence du Grand Conseil de l’AOF de 1952 à 1957.
Dans le gouvernement du territoire du Sénégal formé le 20 mai 1957 et présidé par Pierre Lami et Mamadou Dia, il est nommé ministre de l'Économie générale chargé des Relations internationales.
Après l'indépendance, sa carrière politique piétine au Sénégal. Il est néanmoins nommé ambassadeur à Londres, puis à Paris. Il est également, par deux fois, délégué du Bénin à l'UNESCO et président du groupe africain de l'organisation. 
De 1964 à 1968, il est président du Conseil économique et social.

### Mort (2007)

#### Circonstances
Il meurt le 19 octobre 2007 à Paris, à l'âge de 91 ans.

#### Funérailles
Ses obsèques se célèbrent à la cathédrale du Souvenir africain de Dakar.